# 萨梅县
萨梅县是东帝汶民主共和国马努法希区的一个县，该县面积355.28平方公里，2010年人口普查时时人口为27554，县治位于萨梅。